# Bitka pri Nikeji
Bitka pri Nikeji se je odvila leta 193 v Mali Aziji pri Kiziku med rimskimi silami, zvestimi novorazglašenemu cesarju Septimiju Severju, na eni strani in rimskimi silami, zvestimi njegovemu tekmecu Pesceniju Nigru, na drugi strani. Nekaj mesecev prej so se v kaosu, ki ga je povzročil atentat na cesarja Komoda, kasneje znanem kot Leto petih cesarjev. 

## Začetek
Prvo se je za cesarja razglasil Pertinaks, po njegovem umoru je bil Didij Julijan zvoljen za cesarja v Rimu s podporo pretorijanske garde (193). Generali, ki so poveljevali provincialnim vojskam, pa niso priznali novega cesarja in so si s podporo lastnih čet prizadevali za prestol. Trije rimski guvernerji so se neodvisno drug od drugega s podporo čet pod svojim poveljstvom razglasili za nove cesarje - Septimij Sever na Balkanu, Pescenij Niger v Siriji in Klodij Albin v Britaniji. 
Sever, ki je bil najbližji, je s četami prvega junija leta 193 je vstopil v Rim, odstranil Julijana in prevzel prestol. Kmalu zatem je sklenil sporazum z Klodijem Albinom. S Pescenijem Nigerjem pa ni bilo dogovora in je poslal svoje čete pod poveljstvom legata Tiberija Klavdija Kandida na vzhod. Zoperstaviti se je moral predhodnici Nigerjevih sil, ki so pod Aselijem Emilijanom zavzele Malo Azijo in zavzele južno obalo Marmornega morja, sam Niger pa je prečkal ožino Bospor in zasedel Bizanc. Kljub temu se je Kandidu uspelo izkrcati s svojo vojsko in v bitki blizu mesta Kizik premagati Emilijana, ki je umrl. 
Medtem, ko je bil Niger oblegan v Bizancu, so se ostanki njegove vojske premaknili proti Bitiniji: mesto Nikeja je ostalo zvesto Nigerju, ki je lahko vstopil vanj in se ponovno pridružil svojim silam; Nikomedija, zgodovinski tekmec Nikeje, se je postavila na Severjevo stran in odprla vrata Kandidovi predhodnici ter mu tako omogočila, da je sovražnika prehitel na boku.

## Bitka
Kandid se je s severa premaknil proti Nikeji po cesti, ki je vodila do Ciusa in je potekala ob Nikejskem jezeru; tu je svoje može postavil na dvignjeno mesto in se spopadel s sovražnikom, ki je dal nekaj lokostrelcev namestiti v čolne v jezeru, od koder so obstreljevali Kandidove čete. Nigrov pojav na bojišču je poživil njegove može in pretresel Kandidove vrste, ki pa je prepričal zastavonoše svoje vojske, naj se vrnejo v boj, s seboj pa so potegnili tudi može, ki so zapuščali bojišče. Kandidove sile so zmagale v bitki in le tema je rešila Nigra pred popolnim porazom.

## Posledice
Del Nigerjeve vojske se je umaknil v Armenijo, medtem ko se je sam  prepustil Malo Azijo Severjevim silam in se umaknil v gorovje Taurus. Naskednjega leta je bil dokončno poražen v bitki pri Isu in ubit.